# Phytoliriomyza mexicana
Phytoliriomyza mexicana este o specie de muște din genul Phytoliriomyza, familia Agromyzidae, descrisă de Spencer în anul 1977. Conform Catalogue of Life specia Phytoliriomyza mexicana nu are subspecii cunoscute.